# 第二次錫德拉灣事件

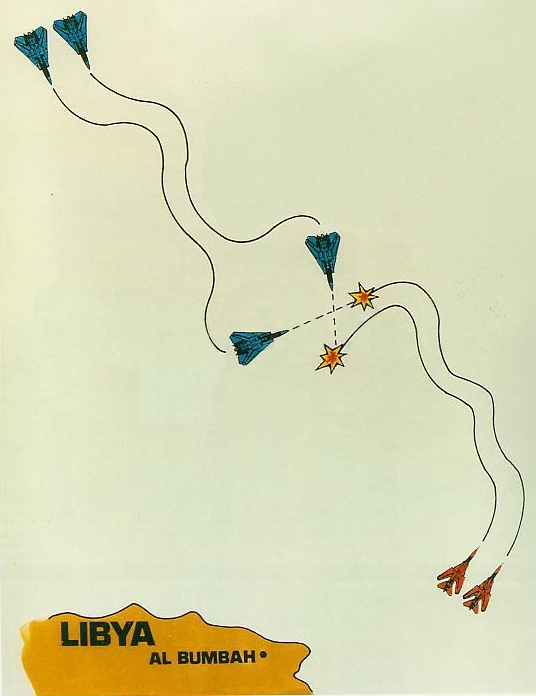
美國海軍F-14雄貓式戰鬥機大戰利比亞空軍米格-23的經過圖解

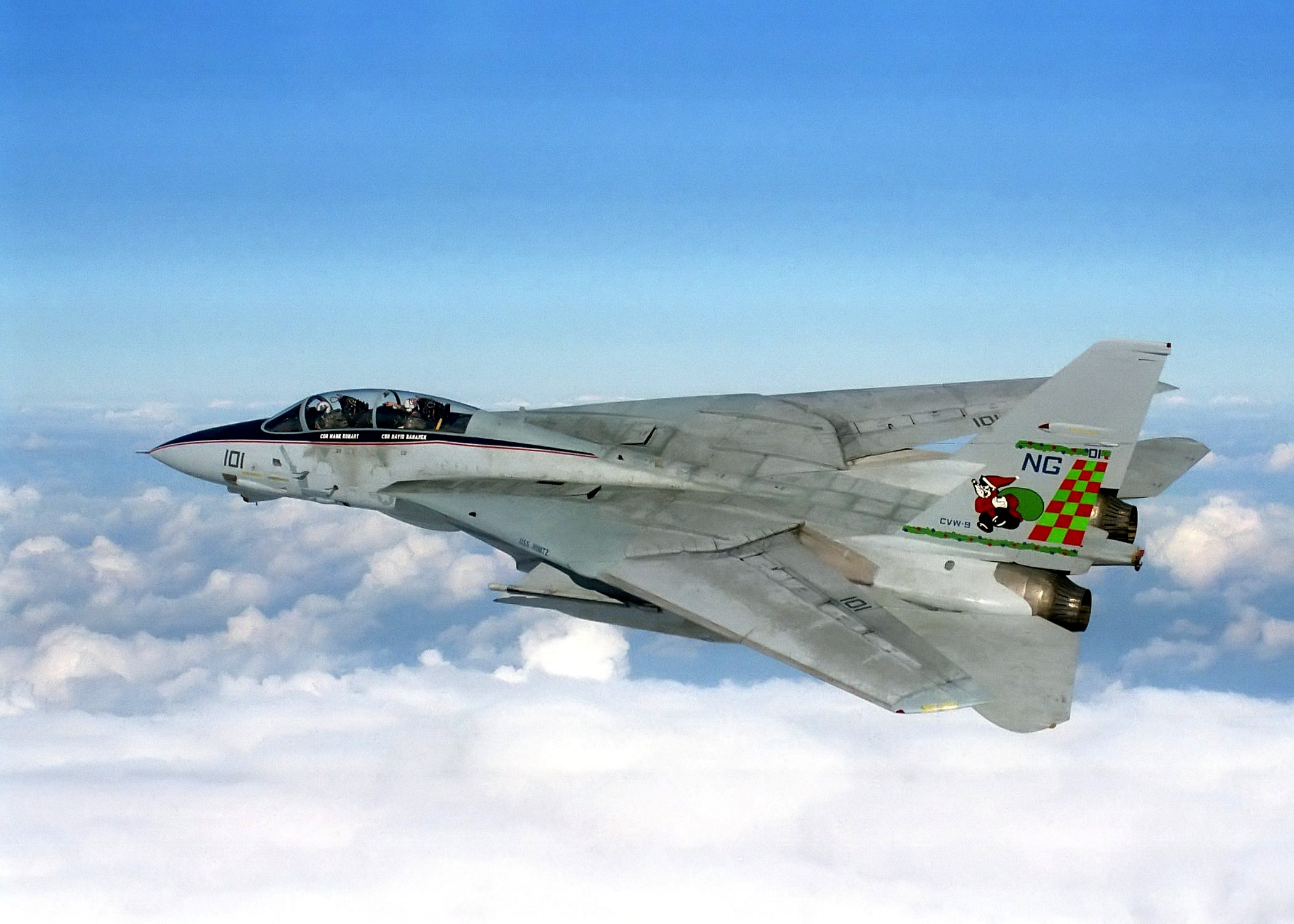
美國海軍F-14雄貓式戰鬥機

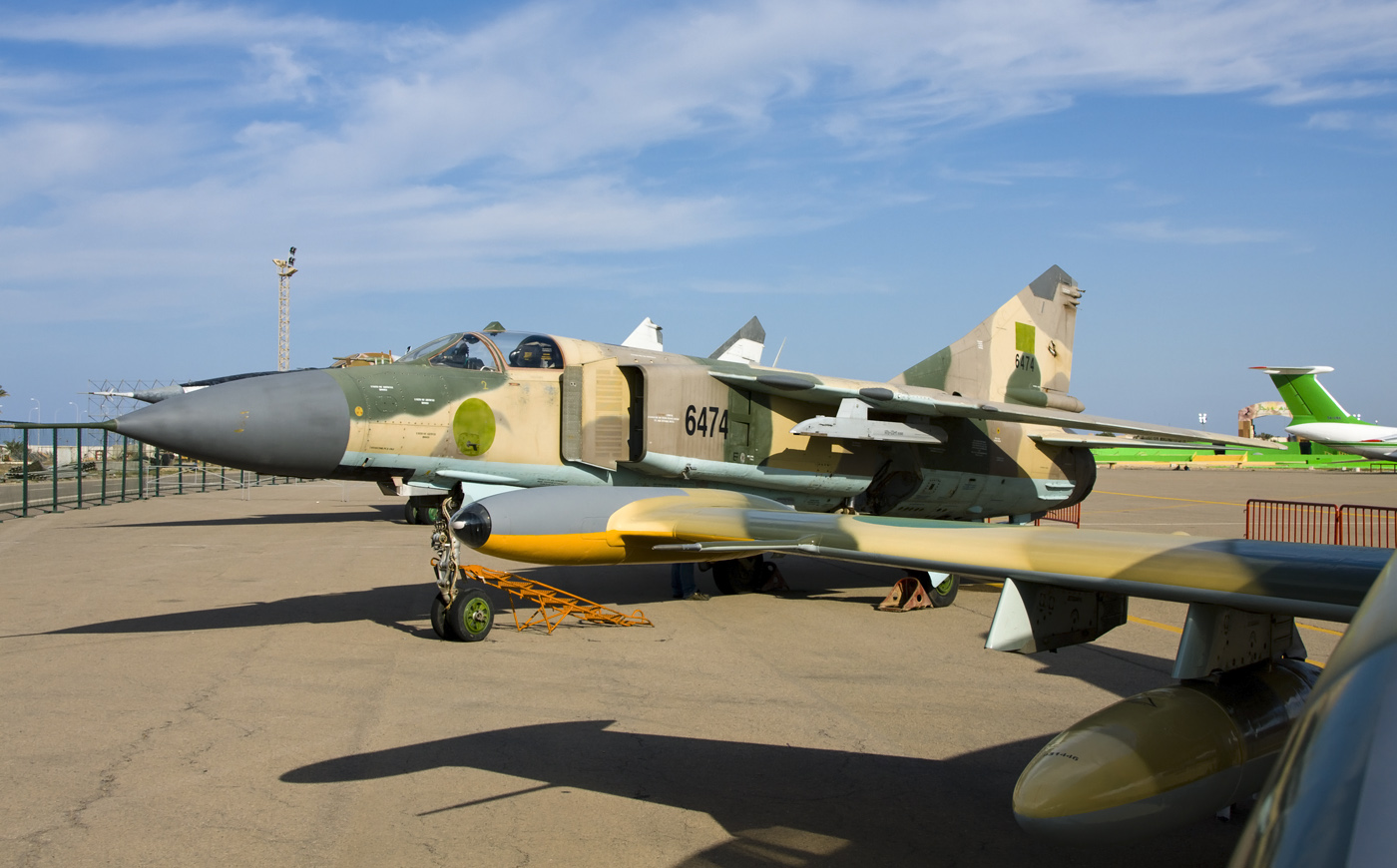
利比亞空軍米格-23戰鬥機

第二次錫德拉灣事件發生在1989年1月4日，可說是1981年第一次錫德拉灣事件的延續。

## 事件起因
1988年，美國中情局發表報告指利比亞正在建造化學武器工廠而且伊拉克正幫助利比亞研發大殺傷力武器，同年12月21日洛克比空難發生，一架由西德飛往英國的泛美航空公司客機被恐怖份子放了炸彈炸毀，機上乘客大多是美國人，事件的幕後黑手可能就是利比亞領導人格達費，結果美國航空母艦羅斯福號和甘迺迪號通過巡航地中海向格達費示威。

## 事件經過
1989年1月4日，兩架從航空母艦甘迺迪號起飛的F-14雄貓式戰鬥機正在地中海上空飛行，看起來此兩架F-14是在保護一隊A-6攻擊機但其實是保護一架RC-135電子偵察機，當時此架RC-135電子偵察機正在利比亞北部海域上空飛行去套取利比亞通訊情報，接近中午，一架E-2空中預警機偵測出正有兩架戰鬥機飛來，故通知兩架F-14雄貓式戰鬥機上前攔截，當兩隊戰機相遇後，美軍飛行員確認是利比亞空軍蘇製米格-23戰鬥機，美軍飛行員示意叫利比亞戰機離開，可是這兩架利比亞戰機不但不離開而且不停用機頭指向美軍F-14，好像要挑釁對方，這時美軍E-2預警機收聽到利比亞地面操控人員和利比亞飛行員的對話"要鎖著F-14不放"，於是E-2向F-14發出可以攻擊的指示，F-14向著米格-23連發了兩枚麻雀飛彈，但未命中目標，兩架米格-23衝向兩架F-14，這時其中一架F-14及時發射一枚麻雀飛彈把其中一架米格-23擊落，利比亞飛行員也及時坐彈射椅跳傘逃生，另一架F-14也及時轉向另一架米格-23，用響尾蛇飛彈把它擊落，這個利比亞飛行員也同樣及時跳傘逃生，至此空戰結束，前後只用了8分鐘時間。

## 外部連結
- 变后掠翼战斗机的颠峰之战 （页面存档备份，存于）
- F-14擊落米格-23戰鬥機真實片段 （页面存档备份，存于）